# 엘리자베스 1세
엘리자베스 1세(영어: Elizabeth I, 1533년 9월 7일 ~ 1603년 3월 24일)는 1558년 11월 17일 즉위하여 1603년 3월 24일 사망할 때까지 44년간 잉글랜드 왕국 및 아일랜드 왕국의 군주로 재위한 여왕이다. 엘리자베스 1세의 사망 후 스튜어트가의 제임스 1세가 왕위를 계승하였기 때문에 튜더가의 마지막 군주가 되었다.
엘리자베스 1세는 헨리 8세의 두번째 부인 앤 불린이 낳은 딸이다. 앤 불린은 엘리자베스 출산 이후로도 임신하였으나 유산하였고 한 때 앤 불린과 결혼하기 위해 가톨릭과 결별까지 단행하였던 헨리 8세는 불화 끝에 1536년 5월 19일 앤 불린을 처형하였다. 당시 엘리자베스는 두 살에 불과하였다. 헨리 8세는 엔 불린 처형 후 결혼이 무효임을 선언하였고 이에 따라 엘리자베스 역시 왕녀의 지위를 박탈당하였다가 열 살이 되던 1543년 왕위계승법 변경을 통해 복권되었다.
1547년 헨리 8세가 사망하자 이복 동생이었던 에드워드 6세가 왕위를 계승하였다. 당시 잉글랜드의 왕위계승법은 적장자에게 계승우선권을 주었기 때문에, 헨리 8세가 그토록 고대하던 아들이었던 에드워드 6세는 아홉 살의 나이로 즉위하였으나 병약하여 1553년 열여섯의 나이로 사망하고 말았다. 어린 군주의 호국경으로서 섭정을 맡아 실권을 장악했던 서머싯 공작 에드워드 시모어는 에드워드 6세가 사망하자 잉글랜드의 반가톨릭 정서를 기반으로 제인 그레이를 새 국왕으로 앉혔다. 다음 왕위계승권자인 헨리 8세의 적장녀 메리 1세는 완고한 가톨릭 신도였기 때문이다. 그러나 직계를 놔두고 방계를 즉위시킨 이 일은 강력한 반발에 부딪혀, 제인 그레이는 즉위 9일 만에 퇴위하고 메리 1세가 즉위하였다
메리 1세는 헨리 8세 첫 부인이었던 아라곤의 카탈리나가 낳은 딸이다. 헨리 8세가 수장령을 통해 가톨릭과 결별한 가장 큰 이유 가운데 하나는 카탈리나와 결혼 무효를 주장하며 교황청과 대립한 것이었기 때문에, 잉글랜드 교회와 의회 입장에서 메리 1세 즉위는 두려운 일이었다. 반면에 핸리 8세가 카탈리나와 파혼한 이후 억압받았던 메리 1세는 잉글랜드 종교 개혁을 무효화하고자 하였다. 엘리자베스 1세는 메리 1세의 강력한 경쟁자였기 때문에 지속적으로 감시당하고 억압받았다. "블러디 메리"라 불릴 정도로 강권 통치를 이어간 메리 1세에 대항하여 개신교도 반란이 일어나자 엘리자베스 1세는 배후로 지목되어 1년 동안 투옥되기도 하였다.
메리 1세는 자신의 왕위를 이을 가톨릭 군주를 간절히 원하여 신료 반대를 무릅쓰고 합스부르크가 펠리페 2세와 결혼하였으나 1558년 결국 후사 없이 사망하였다. 이로서 잉글랜드의 왕위는 엘리자베스 1세에게 계승되었고 당시 잉글랜드의 군주가 겸하고 있던 아일랜드의 왕위 역시 엘리자베스 1세가 이어받게 되었다.
엘리자베스 1세는 이전의 튜더가 국왕들과 달리 윌리엄 세실과 같은 유능한 관료의 도움을 받으며 의회와 협치하였다. 엘리자베스 1세는 메리 1세의 종교 정책을 뒤집어 가톨릭과의 분리를 재천명하고 잉글랜드 국교회가 안착되도록 하였다. 엘리자베스 1세는 수많은 청혼에도 독신을 고집하여 "처녀 여왕"으로 불리게 되었다. 미국의 버지니아주는 이러한 엘리자베스 1세에게 헌정되어 명명되었다.
엘리자베스 1세는 협치를 통하여 국정을 운영하였다. 스스로 지키고자 한 격언 가운데 하나가 video et taceo (보았으나 침묵한다) 이었던 엘리자베스 1세는 종교에도 비교적 관대하였지만, 잉글랜드 국교회 성립으로 교황청과 갈등을 피할 수 없었다. 1570년 교황 비오 5세는 헨리 8세와 앤 불린의 결혼이 무효이기 때문에 엘리자베스 1세 역시 적자 자격이 없는 사생아일 뿐이라고 선언하여 잉글랜드 내 가톨릭 신도들을 자극하였다. 이로서 잉글랜드 내에서는 엘리자베스 1세를 시해하고 스코틀랜드의 메리를 왕위에 올리려는 음모가 이어졌다. 엘리자베스 1세는 프란시스 월싱엄이 이끄는 정보조직을 활용하여 이들 음모를 사전에 차단할 수 있었고 결정적인 증거를 확보하여 스코틀랜드의 메리를 처형하였다.
엘리자베스 1세 시기 잉글랜드는 당대 유럽의 강국이었던 프랑스 및 스페인과 복잡한 외교 관계를 보이고 있었다. 즉위 초기 신중한 입장을 유지하던 엘리자베스 1세는 해외 식민지 문제와 유럽 내의 세력 결집 등으로 결국 스페인과 갈등이 커지게 되었고 1585년 잉글랜드-스페인 전쟁이 일어났다. 이 전쟁은 엘리자베스 1세가 사망할 때까지 지속되다가 제임스 1세가 즉위하고 나서야 매듭지을 수 있었다.
중세 이후 이어져온 유럽의 처녀성 숭배는 엘리자베스 1세에 대한 개인숭배로 이어졌다. 잉글랜드는 많은 찬사와 문학, 초상화, 행사 등을 통해 자신들의 "처녀 여왕"을 숭배하였다. 윌리엄 셰익스피어, 크리스토퍼 말로 등이 잉글랜드 연극 부흥을 주도하였고, 프란시스 드레이크, 월터 롤리 등이 해외 식민지 쟁탈전에서 유럽의 강국들과 경쟁하였으며, 경제 역시 성장세를 이어갔다. 엘리자베스 1세는 44년을 통치하며 한 시대를 대표하게 되었고, 이 시기는 흔히 엘리자베스 시대로 불린다.

## 즉위 이전 삶

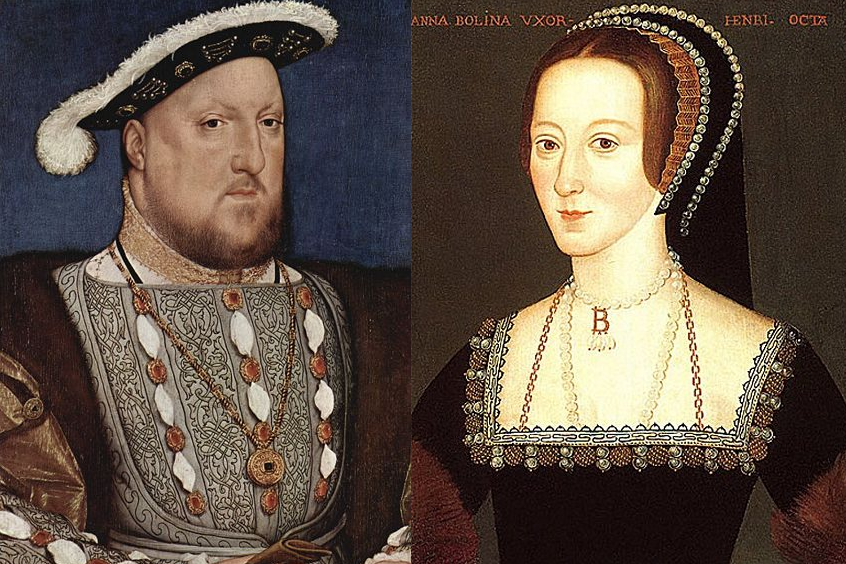
헨리 8세와 앤 불린

헨리 8세는 원래는 아서 튜더와 결혼하여 형수가 될 예정이었던 아라곤의 카탈리나와 결혼하였지만 정략에 따른 결혼이었기 때문에 부부간 금슬은 좋지 않았고, 장녀인 메리의 출산 이후 나이가 많은 카탈리나가 자신을 이을 아들을 출산하기는 어렵다고 판단되자 파혼을 결심하였다. 교황청이 카탈리나와의 결혼 무효 청원을 거부하자 헨리 8세는 수장령을 선포하고 잉글랜드 교회를 가톨릭에서 분리하는 강경한 입장을 보이면서 앤 불린과 재혼하였다.
엘리자베스 1세는 1533년 9월 7일 그리니치에서 헨리 8세와 그의 제1계비 앤 불린의 딸로 태어났다. 엘리자베스라는 이름은 친할머니인 요크의 엘리자베스와 외할머니인 엘리자베스 하워드로부터 물려받은 것이다. 헨리 8세는 카탈리나와 파혼하면서 장녀 메리 1세의 왕녀 지위도 박탈하였기 때문에, 엘리자베스 1세는 태어나면서 왕위계승권자가 되었다. 1533년 9월 10일 세례식을 받았고 캔터베리 대주교였던 토머스 크랜머를 비롯한 여러 귀족들이 대부모가 되었다.
기대하던 아들이 아닌 딸이 태어났기에 헨리 8세는 몹시 실망하였지만, 앤 불린은 아직 젊었기 때문에 다음 출산을 기대할 수 있었다. 그러나 앤 불린은 이후 몇 차례의 임신과 유산을 반복하며 더 이상 아이를 낳을 수 없었다. 인내심을 잃은 헨리 8세는 앤 불린에게 간통 혐의를 씌우고 1536년 5월 19일 처형하였다. 당시 엘리자베스 1세는 2살에 불과하였다. 앤 불린이 처형되기 4개월전 아라곤의 카탈리나 역시 병으로 사망한 상태였기 때문에 어느 모로 보아도 헨리 8세는 다시 독신이 되었고 제인 시모어와 재혼하였다. 헨리 8세가 앤 불린과의 결혼을 무효로 선언하자 엘리자베스 1세의 왕녀 지위와 왕위계승권은 박탈되었다.

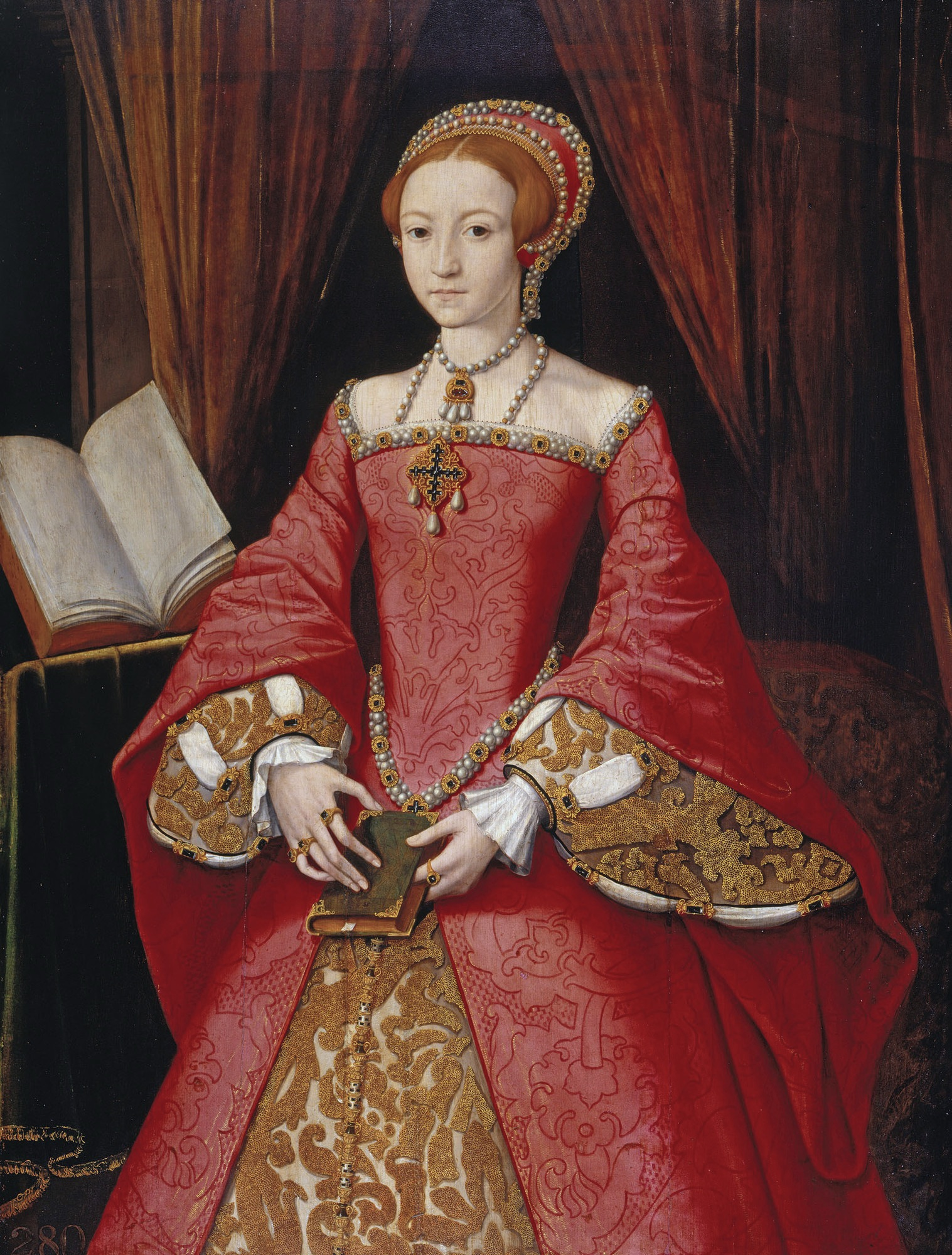
1546년 무렵의 초상화. 이후의 초상화와 달리 별다른 꾸밈이 없는 특징을 보인다.

1537년 10월 12일 제인 시모어는 헨리 8세가 그토록 고대하던 아들 에드워드 6세를 낳았지만 산욕열을 앓아 10월 24일 사망하였다. 4살이었던 엘리자베스는 에드워드 6세의 세례식에 천과 성유를 드는 역할을 맡았다. 엘리자베스 1세의 첫 개인 교사였던 마거렛 브라이언은 엘리자베스 1세를 "내 생에서 가장 온화한 아이"로 묘사하였다. 1537년 개인 교사로 임명된 캐서린 챔퍼노운은 이후 평생 엘리자베스 1세와 가장 가까운 사이로 지냈다. 챔퍼노운은 여러 언어를 구사하는 다재다능한 인물이었고 엘리자베스 1세에게 프랑스어, 네덜란드어, 이탈리아어, 스페인어를 가르쳤다. 1544년 윌리엄 그린달이 개인 교사가 되었을 때 엘리자베스 1세는 영어, 라틴어, 이탈리아어를 읽고 쓸 줄 알았다. 그린달은 그에 더해 프랑스어와 그리스어를 가르쳤다. 12세가 되던 해 엘리자베스는 헨리 8세의 마지막 계비이자 자신의 계모인 캐서린 파가 쓴 《기도, 즉 명상》을 이탈리아어, 프랑스어, 라틴어로 번역하여 헨리 8세에게 새해 선물로 주었다. 어려서부터의 교육으로 엘리자베스는 인문학에 조예가 깊었고 평생 고대 고전의 작품들을 번역하는 취미를 즐겼다. 2019년 램버스궁에서 엘리자베스 1세가 필사한 타키투스의 《로마 편년사》 필사본이 발견되었다. 1550년 정규 교육을 마쳤을 때 엘리자베스 1세는 당대 유럽에서 가장 많은 지식을 지닌 여성 가운데 한 명으로 꼽히는데 손색이 없었다.  엘리자베스는 이 외에도 웨일스어, 콘월어, 스코틀랜드어 및 아일랜드어와 같은 브리튼 제도의 여러 언어들도 구사하였다. 1603년 런던에 주재하였던 베네치아 대사는 엘리자베스 1세가 여러 외국어를 마치 모국어와 같이 구사하였다며 놀라움을 보였다.

### 토머스 시모어

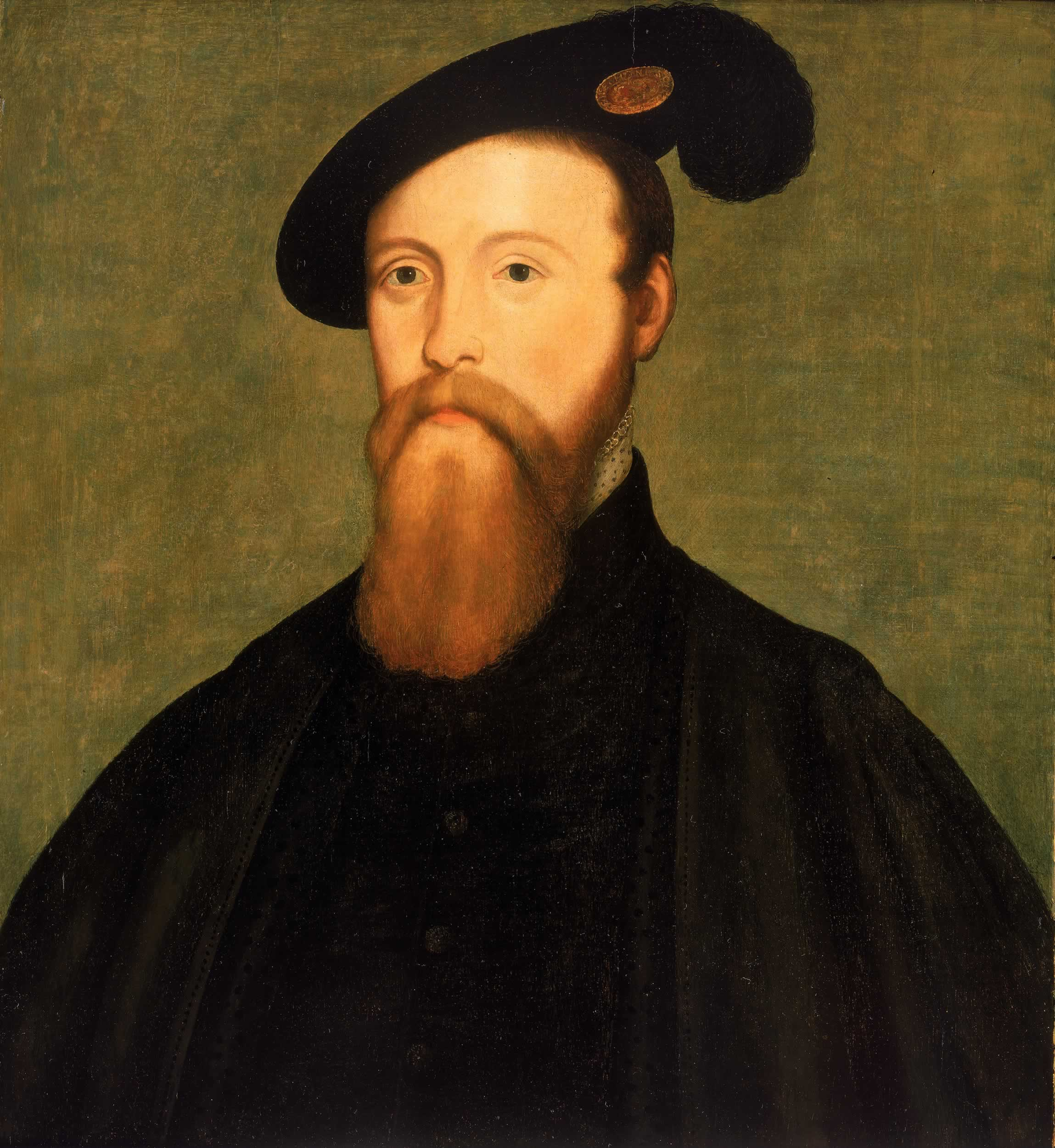
엘리자베스의 후견인이었던 토머스 시모어. 엘리자베스를 성적으로 학대하였다.

1547년 헨리 8세가 사망할 당시 엘리자베스는 13 세였다. 왕위는 이복 동생인 에드워드 6세에게 계승되었고 헨리 8세의 마지막 계비였던 캐서린 파는 토머스 시모어와 재혼하였다. 토머스 시모어는 호국경으로서 섭정을 맡게 된 에드워드 시모어의 동생으로 둘 다 에드워드 6세의 외삼촌이었다. 엘리자베스는 시모어 가문에서 양육되었는데 토머스 시모어 때문에 성적인 문제가 엮인 감정적 위기를 겪는다. 당시의 경험은 엘리자베스의 일생에 걸쳐 영향을 미쳤다. 엘리자베스는 이제 막 사춘기에 접어든 때였지만 토머스 시모어는 마치 어린 아이와 장난을 치듯 엘리자베스의 침대에 올라가 몸을 만지고 엉덩이를 때리기까지 하였다. 엘리자베스는 이런 대우가 싫어서 되도록 아침 일찍 일어나 하인들을 침실에 불러들여 자신을 둘러쌓도록 하였으나 소용없었다. 캐서린 파도 새 남편의 이런 행동을 알았지만 처음에는 그저 장난으로만 여겼고 시모어가 엘리자베스의 침실에 들어갈 때 동행하여 "장난"에 동참하기도 하였다. 시모어는 부인이 보는 앞에서 엘리자베스의 옷을 "수 많은 조각"으로 찢기까지 하였다고 한다. 그러던 어느날 캐서린 파는 엘리자베스를 끌어안고 있는 남편을 보게 되었다. 1548년 5월 캐서린 파는 엘리자베스를 집 밖으로 쫓아내어 이 상황을 끝냈다.
토머스 시모어는 야심이 많은 사람이었고 왕족을 자신의 통제 아래 두고자 하였다. 캐서린 파와의 결혼 역시 왕실 장악을 위한 의도된 접근이었을 것이다. 그는 이를 통하여 공식적인 섭정이었던 형 에드워드 시모어를 제치고 자신이 국왕의 통제자가 되고자 하였다. 캐서린 파는 딸 메리를 낳은 지 얼마 지나지 않은 1548년 9월 5일 산욕열로 사망하였다. 아내가 사망하자 토머스 시모어는 다시 엘리자베스에게 접근하고자 하였고 엘리자베스의 개인 교사인 케이트 아슬리를 통해 결혼을 압박하였다. 아슬리는 엘리자베스에게 "그의 슬픔을 위로할" 편지를 쓰는 게 좋겠다고 권유하였지만 엘리자베스는 토머스 시모어가 계모의 죽음에 그렇게 슬퍼하지 않을 것이라며 거부하였다.
토머스 시모어는 결국 음모를 꾸며 야망을 실현하고자 하였다. 에드워드 6세와 제인 그레이를 결혼시키고 형 에드워드 시모어를 섭정에서 축출한 뒤 자신이 그 자리에 올라 엘리자베스와 결혼하는 것이 목표였지만, 음모가 사전에 발각되자 1549년 1월 런던탑에 투옥되었다. 당시 해트필드 하우스에 머무르고 있던 엘리자베스는 심문관의 질문에 토머스 시모어의 음모에 대해 아는 바가 전혀 없다고 진술하였다. 엘리자베스가 연루되었을 것이라 확신하고 있었던 심문관 로버트 티르위트는 "얼굴을 보면 유죄가 확실하다"고 기록하였다. 1549년 3월 20일 토머스 시모어는 참수되었다.

### 메리 1세

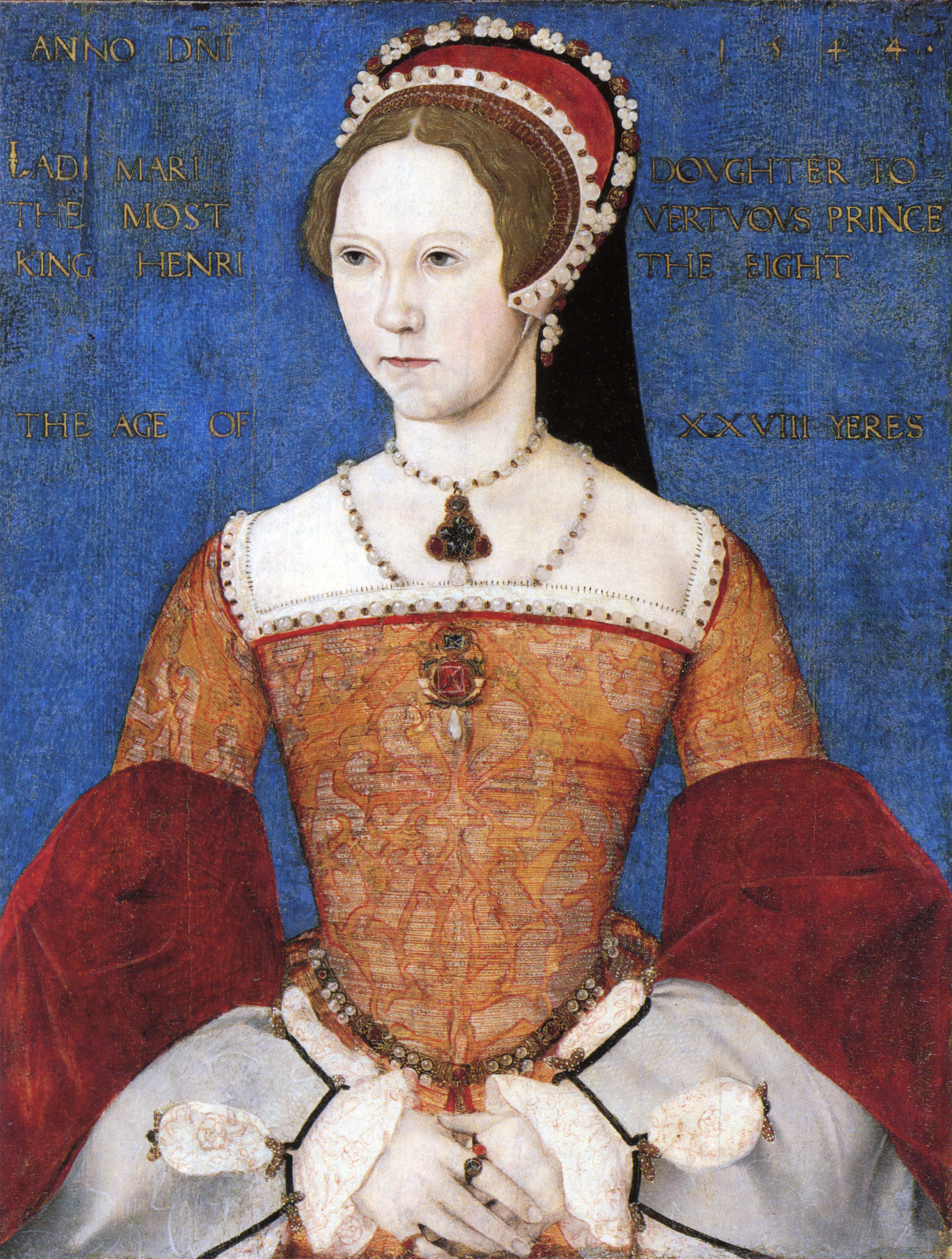
1544년 무렵의 메리 1세

평소 병약하였던 에드워드 6세는 1553년 7월 6일 15세의 나이로 사망하였다. 공표된 에드워드 6세의 유언장은 당시 왕위계승법을 무시하고 제인 그레이를 후계자로 지정하였다. 왕위계승법에 따르면 후사가 없는 에드워드 6세의 후계자는 메리 1세가 되어야 하지만 완고한 가톨릭 신도였던 메리 1세에 대한 반감이 컸기 때문이다. 제인 그레이를 후임으로 내세운 것은 에드워드 6세 본인의 의사라기 보다는 섭정인 에드워드 시모어의 뜻이었을 것이다. 그러나 계승 순위를 무시한 이러한 시도는 곧바로 반발에 부딪혔고 제인 그레이는 즉위 9 일 만에 폐위되어 "9일 여왕"으로 불리게 되었다.
1553년 7월 초 에드워드 6세의 병세가 위중하다는 소식을 들은 메리 1세는 런던으로 향하고자 하였으나 지금 런던에 가면 곧바로 체포될 것이라는 경고를 받고 런던 대신 이스트앵글리아로 향했다. 이후 제인 그레이의 즉위가 선포되자 노섬브리아를 비롯한 지지 세력을 모은 메리 1세는 엘리자베스와함께 런던으로 향하여 8월 3일 입성하였다. 이로서 제인 그레이는 곧바로 반역죄로 체포되어 런던탑으로 보내졌고, 메리 1세의 즉위가 선언되었다.
함께 런던에 입성한 이복 자매의 협력은 오래가지 못하였다. 메리 1세가 즉위 직후 잉글랜드의 가톨릭 복고를 선언하고 모든 사람들에게 가톨릭 전례에 따른 미사를 의무화하자 엘리자베스를 비롯한 성공회 신도들은 이에 순응하는 모습을 보여야 하였지만 내심으로는 불만이 쌓여가고 있었다. 메리 1세는 자손을 낳아 가톨릭 군주에게 왕위를 물려주고자 합스부르크가의 펠리페와 결혼하였지만, 사람들은 오랜 적대 관계의 유럽 왕가와 결혼한 메리 1세의 처사에 분노하였고 엘리자베스를 대안으로 생각하기 시작하였다.
1554년 1월에서 2월 사이에 있었던 와이어트의 난은 빠르게 진압되었다. 메리 1세는 반란의 배후에 엘리자베스가 있다고 의심하고 3월 18일 런던탑에 가두었다. 엘리자베스는 완강히 자신의 결백을 주장하였다. 메리 1세의 측근들은 엘리자베스가 반란을 주모하지는 않았더라도 반란 세력들이 엘리자베스에게 접근한 것은 알고 있었다. 실제 반란 세력의 연락을 받은 엘리자베스는 이들의 무모한 시도에 대해 일체 관여하지 않는 태도를 취했다. 메리 1세의 가장 든든한 지원 세력이었던 카를 5세의 대사 시몬 르나르는 엘리자베스의 의지와 상관없이 반란이 일어날 때마다 엘리자베스가 위협적인 존재로 떠오를 것이라 경고하였다. 당시 대법관이었던 스티븐 가디너는 어떻게든 엘리자베스의 유죄를 확정짓고자 하였으나 확실한 물증을 잡을 수는 없었다. 한편 정부 내의 여러 신료들의 탄원으로 엘리자베스는 런던탑을 나와 우드스톡에 있는 헨리 베딩필드의 장원에서 1년 가까이 연금되었다.
연금에서 풀려난 엘리자베스는 하트퍼드셔의 해트필드 하우스에 머무르고 있었다. 1555년 4월 17일 메리 1세의 임신 소식에 엘리자베스는 다시 런던으로 돌아왔다. 메리 1세의 출산은 엘리자베스뿐만 아니라 당대 잉글랜드 전체의 관심이 집중되어 있었다. 당시 여성의 출산 직후 사망은 매우 흔한 일이었기 때문에, 만일 메리 1세가 신생아와 함께 사망한다면 잉글랜드의 왕위는 곧바로 엘리자베스에게 계승된다. 반대로 메리 1세가 건강한 자녀를 무사히 출산한다면 엘리자베스는 다시 생명의 위협을 받게 될 것이 분명하였다. 일생일대의 위기 속에 런던에 간 엘리자베스는 메리 1세가 임신하지 않았을 뿐만 아니라 병으로 다시는 아이를 낳지 못할 상태임을 알게 되었다. 이로서 엘리자베스의 왕위 계승은 확고하게 예정되었다.
1556년 메리 1세의 남편 펠리페는 스페인의 왕으로 즉위하여 펠리페 2세가 되었다. 당시 스페인의 가장 큰 적대 세력은 프랑스였고 펠리페 2세는 이에 맞설 동맹을 찾아야 하였다. 펠리페 2세는 프랑스의 왕세자 프랑수아와 약혼한 스코틀랜드의 메리보다는 이복 처제인 엘리자베스를 동맹으로 선택하였다. 1558년 메리 1세의 병세가 위중해지자 펠리페 2세는 해트필드 하우스에 있는 엘리자베스에게 사절을 보내 앞으로의 일을 의논하였다. 한편 죽음이 임박할 때까지도 후계자를 언급하지 않던 메리 1세는 11월 16일에야 엘리자베스를 후계자로 인정하였고 다음날인 11월 17일 사망하였다.

## 재위 기간
1558년 11월 17일 메리 1세가 사망하자 엘리자베스는 왕위를 계승하게 되었다. 추밀원의 신료들이 충성을 맹세하기 위해 해트필드 하우스로 온 자리에서 엘리자베스는 자연적 신체와 정치적 신체를 구별하는 정치철학을 연설하였다.
영주들이여, 자연의 법칙이 자매를 위한 내 슬픔을 불러오지만 나에게 지워진 짐 또한 무겁소. 나는 신의 피조물로서 그분의 명령에 순종하도록 임명되었음을 생각하며 ... ... 나는 자연스러운 하나의 몸이나, 여러분의 조력을 받아 신의 허락에 따라 통치할 정치체이기도 하오 .... ... 나의 모든 행동은 선의와 여러분의 조언에 따라 이루어질 것이오.

런던의 대다수 시민들은 엘리자베스의 즉위를 반겼다. 그들은 축제를 열고 환호를 외치며 엘리자베스를 환영하였다. 왕실 연금술사였던 존 디가 길일로 선정한 1559년 1월 15일 엘리자베스는 웨스트민스터 사원에서 대관식을 가졌다. 엘리자베스는 열렬한 환호 속에 즉위하였으나 나날이 증가하는 가톨릭 국가들과의 갈등과 함께 결혼하지 않아 후사가 없다는 점은 불안 요소로 작용하였다.

### 국교회 정비
즉위 당시 엘리자베스의 신앙이 정확히 어떠한 것이었는 지는 모호하다. 엘리자베스는 성공회 신도로서 세례받고 생활하였으나 가톨릭의 십자가를 지니고 다녔고 개신교가 중시하는 설교의 역할을 그리 중요하게 여기지 않았다. 당시 잉글랜드는 종교개혁의 혼란이 채 가시지 않은 상태였다. 한편에서는 헨리 8세의 수장령으로 가톨릭에서 분리된 잉글랜드 국교회가 점차 기틀을 마련하고 있었으나 아직은 신학과 전례 면에서 둘의 차이는 크지 않았고 교회의 조직 역시 주교제를 유지하고 있었지만, 잉글랜드 역시 칼뱅주의의 영향을 피해갈 수는 없었고 장로교의 원칙에 따라 교회가 운영되기를 바라는 청교도가 점차 늘어가고 있었다. 한편 교황청과 유럽의 가톨릭 국가들은 잉글랜드 교회를 이단으로 여겼고 이에 대한 대립은 마치 십자군의 분위기를 연상시켰다. 1559년 잉글랜드 의회는 이미 에드워드 6세 시기 마련하였던 국왕을 수장으로 하되 예복과 전례 등은 가톨릭과 유사한 교회법을 입법하였다. 메리 1세 시기 이 모든 종교적 갈등으로 생명의 위협을 받아야 했던 엘리자베스는 되도록 가톨릭에 대해서도 관용적인 태도를 취하면서 청교도에 대해서는 엄히 단속하는 입장을 취했다.
1559년 5월 8일 공포된 새로운 수장령에 따라 모든 공직자는 잉글랜드 국교도로서 국왕에게 충성을 서약해야만 하였고, 새롭게 개정된 공동기도서의 전례를 따라야 하였다. 이러한 조치는 메리 1세 시기 임명된 주교들의 반대를 피할 수 없었지만 엘리자베스로서는 운이 좋게도 당시 상당 수의 주교가 공석이었기 때문에 법안 통과를 강행할 수 있었다. 한편 메리 1세가 "블러디 메리"로 불리게 된 악명 높던 이단법은 폐지되었고 국교회의 전례에 불참하더라도 처벌하지는 않았다. 새로운 기도서와 전례의 마련으로 잉글랜드 국교회는 가톨릭과의 차이가 더욱 분명해졌고, 국교회는 특히 성찬에 대한 해석에서 가톨릭의 화체설을 부정하였다.

### 결혼 문제

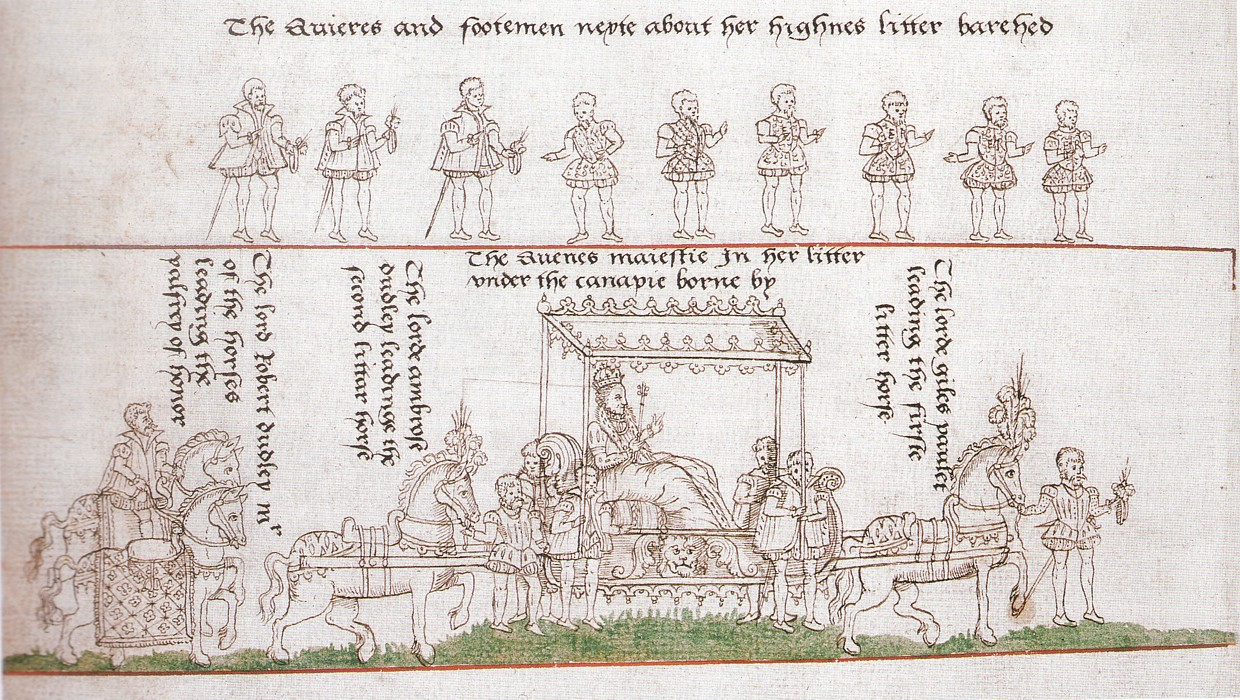
1559년 엘리자베스의 행차를 묘사한 그림. 로버트 더들리가 선두에서 인도하고 있다.

엘리자베스는 즉위 전부터 많은 청혼을 받았으나 거절하였고 즉위 후에도 결혼에 큰 관심이 없었다. 일부 사학자들은 어린 시절 토머스 시모어에게 받은 성적 학대가 이런 성향에 영향을 주었을 것이라 추측한다. 그러나 즉위 시기 내내 혼담은 꾸준히 오갔다. 마지막 결혼 협상 대상은 엘리자베스가 50세가 되던 1583년 진행된 앙주의 프랑수아였다. 당시 프랑수아는 엘리자베스보다 22살 어렸다. 여왕의 결혼은 자칫 전임자였던 메리 1세의 경우처럼 상대의 정략에 놀아나는 상황을 초래할 위험이 있었지만, 동시에 후계자를 출산하여 왕위를 굳건히 할 기회가 될 수도 있다. 그러나 의회의 의사에 반하는 결혼은 자칫 반란을 불러올 수도 있었다.
즉위 초 엘리자베스와 로버트 더들리가 서로를 마음에 둔 것은 분명해 보였다. 어린 시절 엘리자베스의 친우로 지냈던 더들리는 이미 결혼하였으나 아내가 "한쪽 가슴에 질병"이 있어 오래 살 수 없을 것으로 예상되었기 때문에 엘리자베스는 더들리의 아내가 사망하면 결혼을 하고 싶다는 의사를 밝혔다. 그러나 이미 수 많은 나라의 왕족들이 청혼을 하고 있는 상황에서 총신의 등장은 달가운 소식이 아니었고, 각국의 대사들은 결혼 협상에 유리한 위치를 차지하기 위해서라도 둘이 이미 추악한 관계라는 소문을 퍼뜨렸다. 로버트 더들리 역시 순전히 사랑만으로 엘리자베스를 대한 것은 아니었을 것이다. 1560년 더들리의 아내 에이미는 계단에서 발을 헛디뎌 사망하였고 당연히 주변에서는 여왕의 부군 자리를 차지하기 위해 아내를 살해하였다는 의심을 가졌다. 엘리자베스는 여전히 더들리와의 결혼을 희망하였으나 윌리엄 세실과 같은 측근들은 사태가 심상치 않다며 반대하였다. 여왕이 더들리와 결혼을 강행할 경우 귀족들이 봉기할 것이란 소문이 돌았다.
추밀원의 측근들이 강력히 반대하자 엘리자베스는 더들리와의 결혼을 포기하였지만 이후로도 10여년 동안 더들리는 여전히 결혼 후보자 가운데 하나로 거론되었다. 엘리자베스는 더들리와 결혼하지 않기로 마음먹었음에도 그가 다른 여성을 만나는 것은 몹시 질투하였다. 1564년 더들리는 레스터 백작으로 책봉되어 여왕이 여전히 관심을 두는 사람임을 보였다. 1578년 더들리가 마침내 레티스 놀리스와 재혼하자 엘리자베스는 둘을 증오하였다. 그러나 엘리자베스는 평생 더들리를 잊지 못하였고 사후에 정리한 유품에는 더들리가 보낸 마지막 편지가 소중하게 간직되어 있었다.
외국의 왕족들 또한 엘리자베스에게 청혼하여 왔고 엘리자베스는 이를 외교를 위해 활용하였다. 1559년 메리 1세의 남편이었던 펠리페 2세의 청혼은 바로 거절하였으나 스웨덴의 에리크 14세는 몇 년에 걸쳐 결혼 협상을 지속하였다. 헨리 8세 시절 엘리자베스의 결혼 상대자로 거론되었던 덴마크의 프레데리크 2세는 1551년 이후 한 동안 물러서 있었으나 1559년 덴마크와 잉글랜드의 개신교 동맹이 논의되는 가운데 스웨덴이 엘리자베스에게 청혼해 오자 덴마크 역시 청혼 경쟁에 합류하였다.
엘리자베스는 외국 왕족의 청혼에 대해 개신교만을 고집하지는 않았다. 합스부르크가 소속으로 펠리페 2세와는 사촌지간이었던 오스트리아의 카를 2세는 잉글랜드와 합스부르크가의 관계가 악화될 때까지 몇 년 동안 진지한 협상을 이어갔다. 1572년부터 1581년까지에는 프랑스의 앙주 공작 가문과 혼담이 오고 갔다. 합스부르크가와 앙주 공작가는 대표적인 가톨릭 왕족이었다. 이 혼담들 가운데 엘리자베스가 진지하게 결혼을 고려한 것이 얼마나 되는 지는 알 수 없지만, 앙주 공작 프랑수아가 보낸 개구리 모양의 귀걸이를 공식 석상에서 착용하는 등의 방법을 통해 엘리자베스는 혼담과 외교 관계를 적절히 활용하였다. 당시 프랑스와 합스부르크는 남부 네덜란드의 지배권을 두고 경쟁하고 있었고 엘리자베스는 양 쪽 모두와 혼담이 오가며 잉글랜드의 이익을 챙기고자 하였다.
엘리자베스는 결국 그 누구와도 결혼하지 않았고, 의회와 추밀원은 어떻게든 결혼을 성사시키고자 노력하다 엘리자베스의 나이가 점차 중년에 접어들던 1570년이 되어서야 포기하였다. 그러나 즉위한 여왕이 연달아 후사가 없는 상황은 곧바로 승계 문제를 불러왔다. 결혼을 결정하지 않는 태도로 종종 무책임하다는 비판에 시달렸지만 엘리자베스는 후계를 공식적으로 거론하지 않고 침묵하는 방법으로 왕권의 안정을 추구하였다. 본인 스스로가 후사가 없이 사망한 메리 1세의 왕위를 승계하였기 때문에, 엘리자베스는 섣부른 후계 지명이 곧바로 반란으로 이어질 수 있다는 점을 잘 알고 있었다.

### 처녀 여왕
결혼하지 않은 엘리자베스에 대해 대중들은 처녀성 숭배의 경향을 보였다. 중세 이후 유럽은 성모 마리아의 처녀성을 숭배하는 경향을 보여왔기 때문에 엘리자베스 역시 은연 중에 성스러운 처녀로 비추어졌다. 많은 문학 작품 속에서 엘리자베스는 성스러운 처녀성을 지닌 여신인양 묘사되었다. 이는 엘리자베스가 먼저 부추긴 면이 있다. 1559년 의회 연설에서 스스로가 "처녀로 살다 죽겠다"고 언급한 적이 있기 때문이다. 이후 진행되는 결혼 협상에 대해 상대가 마음에 들지 않으면 대중들은 여왕의 성스러운 처녀성을 칭송하는 방식으로 반대의 뜻을 표현하였다. 1599년 엘리자베스는 최종적으로 자신이 "국가와 결혼하였다"고 선언하였다.
엘리자베스의 반대편에 있는 세력은 이러한 숭배 분위기에 어떻게든 흠집을 내려고 하였다. 교황이 엘리자베스를 왕위 정통성이 없는 사생아라고 언급한 이래 가톨릭 교도들은 엘리자베스가 본인의 몸뿐만 아니라 국가 마저 "더러운 정욕"에 연루시켰다고 비난하였으며 프랑스의 앙리 4세는 유럽의 가장 큰 의문 가운데 하나는 "엘리자베스가 처녀인가 아닌가"하는 것이라며 비꼬았다.
엘리자베스가 로버트 더들리와 관계를 가졌는가 하는 점은 당대부터 계속되어 온 논쟁거리이다. 한때 로버트 더들리를 자신의 궁전 내에 살게 한 적이 있기 때문에 아마도 관계를 가진 것이 분명하다는 주장이 끊임없이 이어졌고 1561년 엘리자베스가 질병을 앓자 실제로는 질병을 핑계로 임신을 숨긴 것이 아니냐는 말이 돌았다. 1587년 스페인에서 자신이 엘리자베스와 더들리 사이에서 태어난 사생아라고 주장하는 자가 간첩 혐의로 체포되었다. 그는 1561년에 태어나 비밀리에 양육되었다고 주장하였으나 면밀히 심문한 조사관들은 그의 주장에 신빙성이 없다고 결론내렸다. 다만 이 조사 내용은 향후 혹시 모를 외교적 효용을 고려하여 봉인 조치하였고 이후 스스로를 아서 더들리라 주장하였던 이 인물에 대한 기록은 없다. 당시 신문 기록 가운데 3 건이 오늘날까지 남아있다. 오늘날의 시점으로 보면 엘리자베스가 비밀리에 임신과 출산을 하였다는 것은 불가능한 일로 보인다. 엘리자베스는 일어나서 잠들 때까지 수 많은 사람들에게 둘러쌓여 생활하였기 때문에 몸의 변화를 숨길 수는 없었다.

### 스코틀랜드의 메리 1세

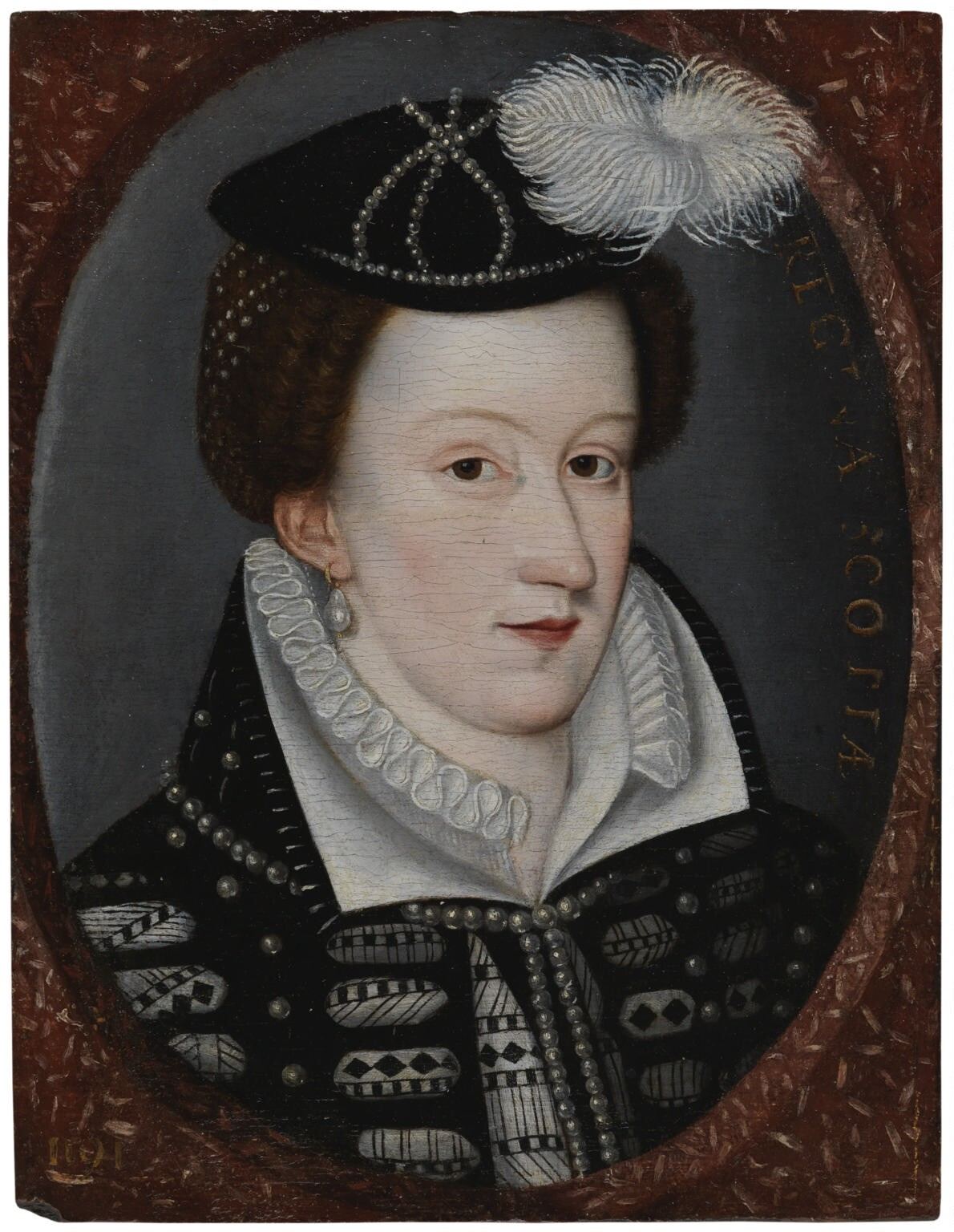
스코틀랜드의 메리 1세는 프랑스에서 엘리자베스를 대신할 잉글랜드의 정당한 여왕으로 여겨졌다.

잉글랜드는 스코틀랜드와 대를 이은 전쟁을 계속하고 있었다. 엘리자베스 치세 시기 스코틀랜드의 여왕이었던 메리 1세는 태어난 직후 아버지 제임스 5세가 잉글랜드와 전투 중에 사망하여 왕위를 계승하였다. 헨리 7세의 딸 마거릿 튜더가 제임스 4세와 결혼하여 제임스 5세를 낳았기 때문에 스코틀랜드의 여왕 역시 튜더가의 혈통이었고 잉글랜드의 왕위계승권을 주장할 수 있었다. 엘리자베스가 혼인하지 않아 후계자가 없는 상황에서 스코틀랜드의 메리 1세는 늘 잠재적 위협으로 여겨졌다. 메리 1세는 자신이 엘리자베스의 "가장 가까운 혈족"인 점을 수시로 강조하였다.
제임스 4세와 5세는 모두 잉글랜드와 전쟁 중에 사망하여 스코틀랜드는 갖 태어난 후계자가 대를 있는 일이 반복되었고 이로 인해 스튜어트가는 안팍으로 어려움을 겪었다. 메리 1세는 어러서부터 프랑스로 망명하여 성장하였고 잉글랜드에 맞설 동맹을 위해 프랑수아 2세와 결혼하여 프랑스의 여왕이 되었다가 프랑수아 2세가 사망하자 스코틀랜드로 귀국하였다. 이 과정에서 메리 1세는 자연스럽게 가톨릭 신도가 되었다. 그러나 당시 스코틀랜드 교회는 장로교였기 때문에 메리 1세는 치세 내내 종교 갈등 속에서 잦은 반란을 맞을 수 밖에 없었다. 메리 1세는 반란의 억제를 위해 프랑스 군대를 스코틀랜드에 주둔시켰다. 엘리자베스는 이를 잉글랜드에 대한 위협으로 간주하고 반대하였다. 엘리자베스의 스코틀랜드 개신교 반군 지원은 그리 성공적이지 않았지만 메리 1세가 프랑스의 여왕이 되어 자리를 비운 사이 스코틀랜드 의회의 개신교 귀족들을 포섭할 수 있었다. 이 일로 메리 1세와 엘리자베스는 서로 물러설 수 없는 숙적이 되었다.
스코틀랜드의 여왕으로서 메리 1세도 재혼을 하여야 하였다. 1563년 엘리자베스는 당사자들 누구에게도 먼저 의견을 구하지 않고 메리 1세에게 자신의 총신 로버트 더들리와 혼인을 제안하였다. 둘의 관계를 알고 있던 메리 1세의 입장에서는 매우 모욕적인 제안이었을 것이다. 1565년 메리 1세는 단리 경 헨리 스튜어트와 재혼하여 엘리자베스의 도발에 응답하였다. 단리 경 역시 마거릿 튜더의 후손이었기 때문에 둘의 결혼은 엘리자베스 사후 잉글랜드 왕권은 스튜어트가로 계승될 것이라는 천명과 다름없었다. 그러나 메리 1세의 이러한 선택은 치명적 실수가 되고 말았다. 정략 결혼에 불과하였던 부부의 관계는 좋지 않았고 단리 경은 개신교 반군과 음모를 꾸며 메리 1세의 측근을 암살하였다. 1566년 6월 19일 메리 1세는 아들 제임스를 낳았고 이듬해 초인 1567년 2월 단리 경이 살해되었다. 단리 경 살해는 아마도 메리 1세의 복수였을 것이다. 이후 메리 1세가 단리 경 살해의 배후로 지목되고 있던 보스웰 백작 제임스 헵번과 재혼하자 스코틀래드 개신교도들은 반란을 일으켰다. 엘리자베스는 메리 1세에게 서신을 보내 "남편의 살해 배후로 지목되는 자와 결혼하는 불명예"를 선택한 것을 비난하였다.
스코틀랜드의 거의 모든 귀족들이 반기를 든 이 사건으로 메리 1세는 왕위를 태어난 지 13 개월에 불과하였던 제임스에게 물려 줄 수 밖에 없었다. 1568년 메리 1세는 연금된 성에서 탈출하여 왕위를 되찾고자 하였으나 실패하였고 잉글랜드로 망명하였다. 엘리자베스는 망명해 온 메리 1세를 어떻게 할 지 고민할 수 밖에 없었다. 같은 군주의 입장에서 본능적인 선택은 메리 1세를 도와 반군을 진압하고 복위를 돕는 것이었지만, 이 경우 메리 1세가 그 동안 보여준 적대적 태도를 바꿀 것인지에 대한 확신은 없었다. 또 다른 선택지는 메리 1세의 요청대로 프랑스로 망명시키는 것이었지만 이 경우 프랑스에서 원군을 얻은 메리 1세가 이번엔 잉글랜드를 공격하지 않을 것이란 보장도 없었다. 엘리자베스는 위험한 두 선택지 대신 보다 안전한 방법을 택하였다. 메리 1세를 보호한다는 명분으로 잉글랜드 내에 연금시킨 것이다. 이 연금은 이후 19년 동안이나 이어졌다.
엘리자베스는 메리 1세의 동태를 늘 감시하고 있었고 그가 스코틀랜드 왕위의 복위뿐만 아니라 잉글랜드의 왕좌마저 노리고 있음을 알고 있었다. 교황청과 프랑스는 잉글랜드 국교회를 정착시켜 가톨릭과의 분리를 확고하게 한 엘리자베스를 대신하여 메리 1세가 잉글랜드의 왕좌를 차지하기를 바라고 있었다. 1569년 잉글랜드 북부에서 대규모 가톨릭 반란이 일어났고 이들은 메리 1세의 옹립을 명분으로 내세웠다. 엘리자베스는 반란을 진압하고 750여 명을 처형하였다. 교황 비오 5세는 교서 《Regnans in Excelsis》(하늘 높은 곳에서의 지배)를 통해 엘리자베스를 범죄자로 단언하며 이단으로 규정하였고 그를 죽인 사람은 사면받을 것이라 공언하였다. 교황의 교서는 가톨릭 교도에게 주어지는 절대적 명령이었기 때문에 이는 곧 잉글랜드에 대한 반란 지시였다. 잉글랜드 의회는 교황청의 이러한 내정 간섭에 격분하여 반가톨릭법을 입법하고자 하였으나 엘리자베스는 이를 완화하여 1581년 형벌법은 엘리자베스에 대해 반기를 들 "의도"를 가지고 가톨릭으로 개종시키고자 하는 시도에 대해서만 반역죄를 적용하도록 하였다. 1570년대부터 교황청은 잉글랜드 내에서 가톨릭 교도를 확보하는 "재개종"을 추진하여 비밀리에 사제들을 파견하고 있었고 이 때문에 많은 사제들이 적발되어 반역죄로 처형되었다. 교황청은 이들의 죽음을 순교로 평가하며 순교자 숭배를 부추겼다.
스코틀랜드의 메리 1세는 이 모든 사건의 근본적 원인으로 지목되었다. 그러나 보호받고 있는 타국의 왕을 별다른 확증 없이 제거하는 것은 무리였기 때문에 엘리자베스는 명백한 물증이 나오기만을 기다리고 있었다. 엘리자베스는 자신의 간첩을 메리 1세에게 접근시켜 프랑스로 망명한 가톨릭 교도들이 메리 1세를 지원하기로 하였다는 확신을 심어주었다. 메리 1세 역시 매우 신중하게 자신의 계획을 준비하고 있었으나 결국 이에 속아 결정적 자필 서신을 간첩에게 건내고 말았다. 이렇게 하여 밝혀진 배빙턴 음모사건은 메리 1세의 마지막 치명적 실수였다. 엘리자베스는 대역죄 재판을 열고 메리 1세의 자필 서신을 증거로 1587년 2월 8일 참수하였다. 확실한 증거에 의한 재판이었다 하더라도 타국의 국왕을 처형하는 것은 큰 부담이었다. 엘리자베스는 자신이 처형을 중단시키려 하였으나 이미 집행된 뒤였다며 책임을 사형집행관에게 전가하는 모습을 보였다.

### 대외 정책

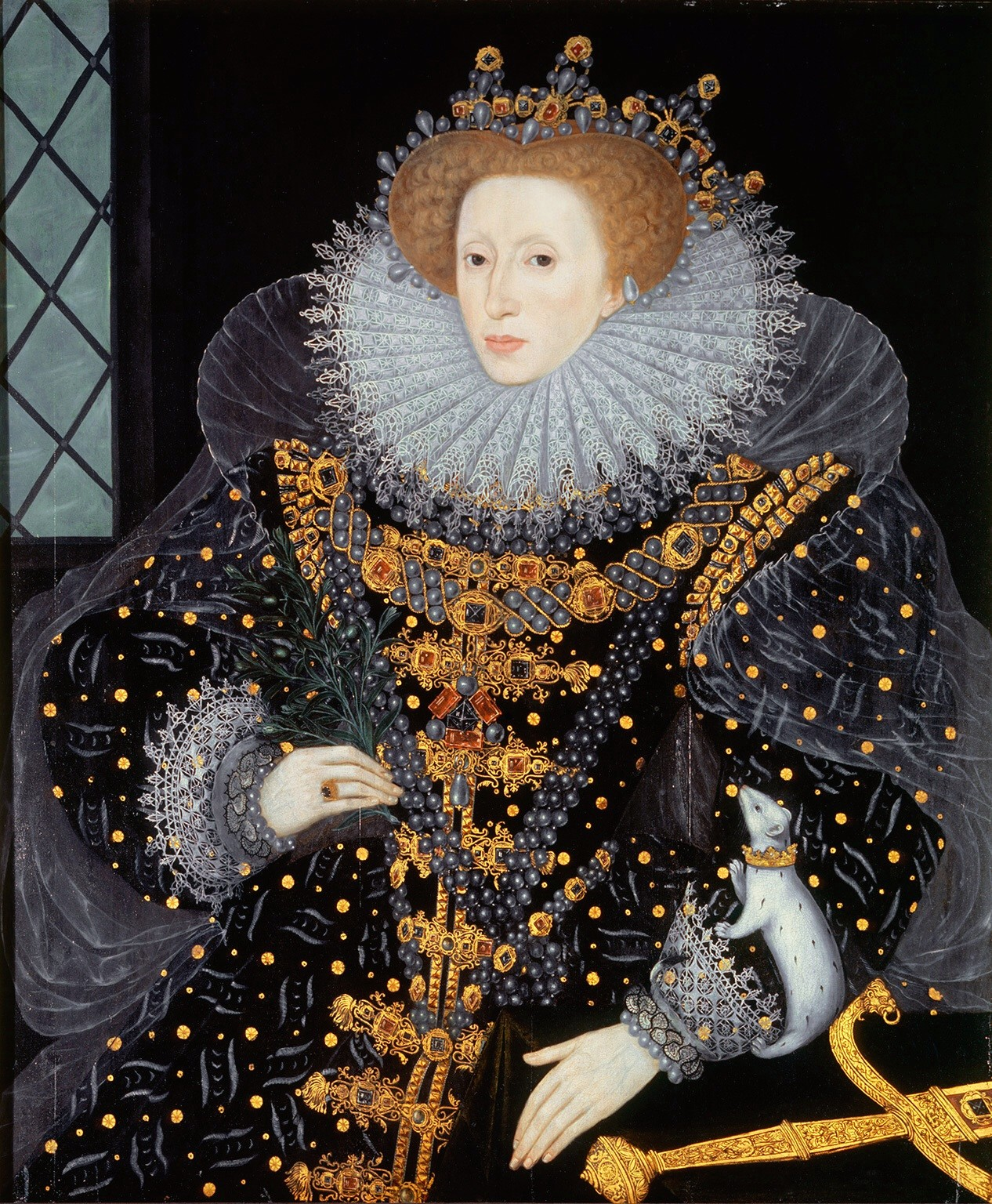
1585년 무렵의 엘리자베스 1세

엘리자베스의 대외 정책은 대체로 방어적이었고 유럽의 강대국에 먼저 공격을 가한 것은 1562년 10월 르아브르를 침공한 일이 유일하다. 이 마저도 전임인 메리 1세 시기인 1558년 1월 프랑스에게 칼레를 넘겨준 것에 대한 맞대응 차원에서 이루어 진 것으로 엘리자베스의 목적은 르아브르를 점령한 뒤 칼레와 교환하는 것이었다. 그러나 그 동안 동맹 관계에 있던 프랑스의 위그노들이 오히려 가톨릭 세력과 연합하여 잉글랜드에 저항하자 이러한 시도는 실패로 돌아갔다. 이에 비해 해외 식민지의 확대를 놓고 벌인 제해권 경쟁은 국가적인 지원을 지속하였다. 특히 카리브해와 북아메리카에서 물자를 싣고 돌아오는 스페인 함대를 사략하여 스페인에게는 타격을 주고 잉글랜드는 오히려 경제적 이득을 얻는 작전을 주로 구사하였다. 당시 스페인과 잉글랜드의 교전 가운데 80%는 해전이었다. 특히 세계일주자의 명성을 얻은 뒤 스페인과 해전에 주도적으로 참가한 인물로 프랜시스 드레이크가 있다. 드레이크는 사략 허가를 받기는 하였으나 사실상 무법자였고, 엘리자베스는 그의 해적질을 통제하지 못했다.
1563년 르아브르 점령에 실패 한 뒤 엘리자베스는 유럽에 군사를 보내는 일을 꺼리다가 1585년 네덜란드 독립 전쟁에서 스페인에 대항하기 위한 원군을 파병하였다. 한 때 앙숙이었던 프랑스와 스페인이 가톨릭 동맹을 맺자 더 이상 중립적 위치에 있을 수는 없었기 때문이었다. 1585년 스페인의 네덜란드 총독이었던 파르마 공작 알레산드로 파르네세가 안트베르펜을 공격하자 엘리자베스는 네덜란드 독립파에게 원군을 약속하였고 이로서 잉글랜드-스페인 전쟁이 1604년까지 지속되었다.
엘리자베스는 애초에 스페인과 전면적인 전쟁을 원한 것은 아니었다. 원정대의 지휘를 맡은 엘리자베스의 총신 레스터 백작 로버트 더들리는 네덜란드에 도착한 지 몇 일 후부터 비밀리에 평화조약 협상을 시작하였다. 잉글랜드군은 표면적으로 네덜란드를 지원하여 스페인과 대적하였으나 엘리자베스는 "어떠한 결정적 교전도 하지 말 것"을 명령하였다. 엘리자베스의 의도는 적절한 선에서 스페인의 네덜란드 지배를 인정하는 것이었고 이는 당연히 네덜란드 의회를 중심으로 한 독립파의 반발을 불렀다. 엘리자베스는 전쟁 예산을 지급하지 않는 방식으로 자신의 의도를 관철하고자 하였고, 동맹인 네덜란드와 군주인 엘리자베스 사이에서 이도저도 못하던 레스터 백작은 결국 원정에 실패하고 1587년 12월 사임하였다.

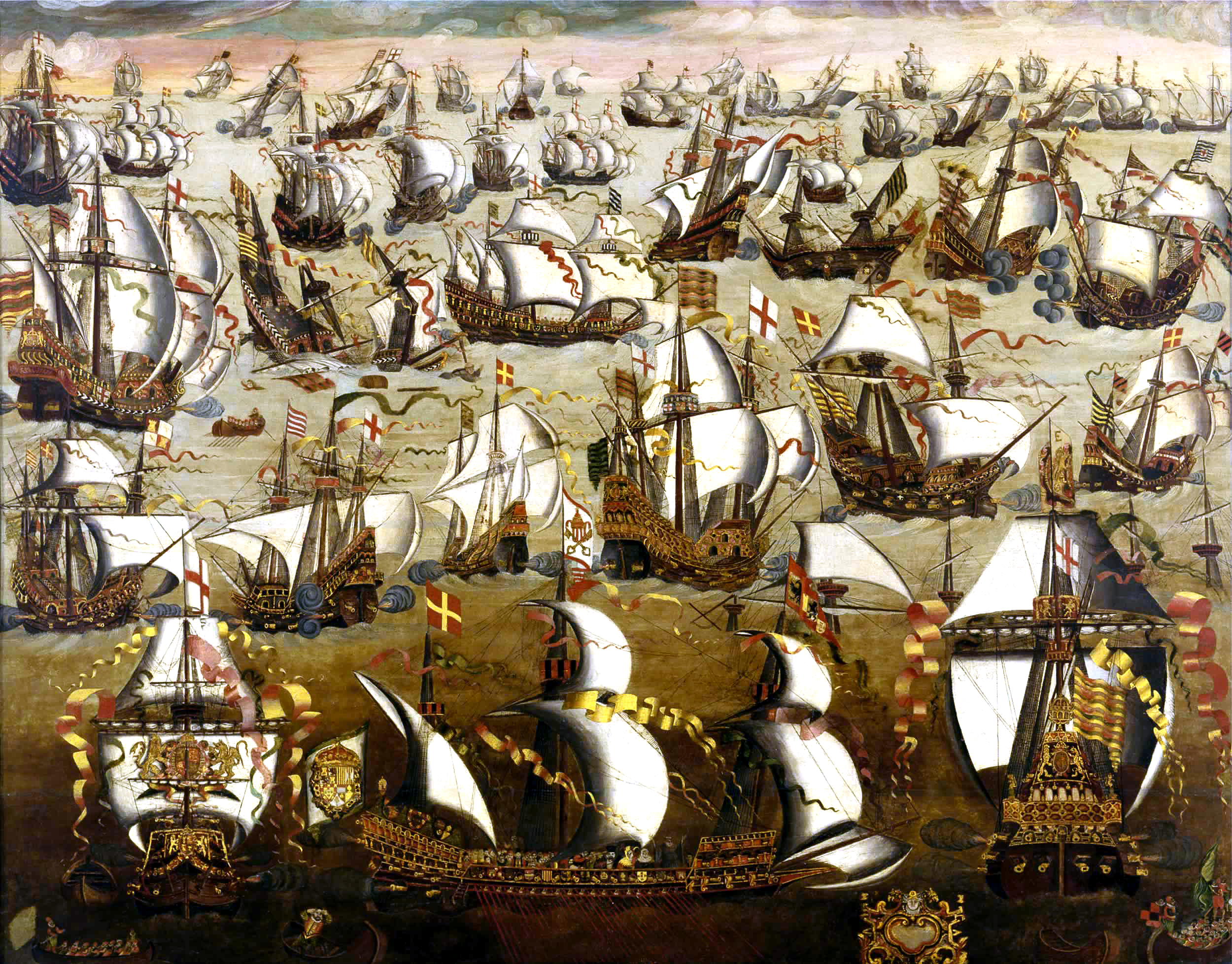
잉글랜드 해군과 스페인 무적함대의 교전을 묘사한 16세기의 그림

잉글랜드와 스페인이 네덜란드 전역에서 교전에 주저하는 사이 카리브해에서는 드레이크의 사략 함대가 꾸준히 스페인 함대를 노략하고 있었다. 드레이크가 1587년 카디스를 습격하여 스페인 함대를 대파하자 스페인은 잉글랜드에 대해 더 이상 미온적 태도를 취할 수는 없다고 생각하고 전면전을 결심하였다. 1588년 7월 12일 스페인은 무적함대를 결성하고 파르마 공작 휘하의 스페인군을 잉글랜드에 상륙시킬 계획을 세웠다. 그러나 무적함대는 이름과 달리 항해 착오와 불운이 겹쳐 그레벨링건 앞바다에서 잉글랜드 해군의 화선 공격에 대패하고 만다. 해전의 향방을 알 수 없던 잉글랜드는 레스터 백작의 지휘 아래 방어군을 소집하고 상륙전 방어에 대비하고 있었다. 스페인 함대가 대패하여 물러났다는 소식이 전해지자 런던은 엘리자베스의 대관식에 버금갈 축제 분위기가 되었다. 잉글랜드인들은 이 승리를 신의 은총이자 "처녀 여왕"의 지도 아래 단결한 국가의 불가침에 대한 상징으로 받아들였다. 그러나 이 사건은 잉글랜드가 전쟁터로 변하는 것을 막았을 뿐, 실제 전황은 스페인에게 유리하게 흘러가고 있었다. 남부 네덜란드는 여전히 스페인의 지배 아래에 있었고 잉글랜드 침공의 위협 역시 상존하였다. 월터 롤리와 같은 인물들은 엘리자베스가 자신의 신료를 신뢰하지 못하고 너무 소극적으로 전쟁에 임하였다고 비판하였지만 엘리자베스로서는 무작정 공격하는 것을 최상의 방침으로 여기던 당시 귀족들의 자만심 넘치는 태도를 신뢰하지 못할 수 밖에 없었다.
1589년 이 번에는 잉글랜드가 스페인에 대규모 원정 함대를 보내는 드레이크-노리스 원정을 감행하였다. 23,375명의 병력과 150척의 선박으로 구성된 원정함대는 11,000~15,000명의 사상자와 40척의 손실을 입으며 대패하였다. 이로서 잉글랜드는 무적함대를 상대로 거둔 승리의 이점을 고스란히 잃게 되었고 스페인은 해군을 재건할 수 있는 시간을 벌었다.
한편 프랑스에서는 위그노였던 앙리 4세가 왕위를 계승하였다. 1589년 앙리 4세의 왕위 계승은 가톨릭 세력의 거센 저항을 받았고 엘리자베스는 원군을 파견하였다. 엘리자베스는 앙리 4세의 즉위가 실패할 경우 스페인이 해협을 봉쇄할 것이라는 점을 우려하였다. 그러나 잉글랜드 원정군은 무질서하고 비효율적인 운용으로 별다른 성과를 낼 수 없었다.  4천여 명의 병력을 지휘한 선봉대였던 페레그린 버티는 엘리자베스의 명령을 무시하고 프랑스 북부를 공격하였다가 병력의 절반을 잃고 1589년 12월 철수하였고, 1591년 3천여 명의 병력으로 브르타뉴반도애 상륙한 존 노레이스는 더욱 형편없는 모습을 보였다. 노레이스는 추가 병력을 요청하였으나 별 다른 성과없이 병력만 희생되는 작전에 엘리자베스는 추가 지원을 주저하였다. 결국 노레이스가 직접 런던에 귀환하여 추가 지원을 요청하는 사이 남아있던 잉글랜드 원정군은 1591년 5월 궤멸하고 말았다. 7월에는 루앙 공방전을 하고 있던 앙리 4세를 지원하기 위해 에식스 백작 로버트 데버루를 파견하였으나 지지부진 하기는 마찬가지였고 1592년 1월 철수하였다. 앙리 4세는 결국 루앙 함락을 포기하였다. 엘리자베스 휘하의 군 지휘관들은 독단적으로 움직이는 경향이 있었고 보고도 제대로 하지 않았다. 엘리자베스는 에식스 백작의 움직임에 대해 "어디 있는 지 무얼 하는 지 알 수가 없다"고 기록하였다.
아일랜드 왕국은 헨리 8세가 스스로 아일랜드의 국왕임을 선포한 이후 튜더가의 군주로 왕위가 계승되어 왔지만, 아일랜드인의 대다수는 가톨릭을 고수하며 잉글랜드에 대한 반감을 숨기지 않고 있었다. 엘리자베스는 신료들에게 아일랜드의 영지를 수여하며 통제력을 강화하고자 하였고 동시에 가톨릭 반군이 스페인과 연계하는 것을 막고자 하였다. 1582년 먼스터에서 제럴드 피츠제럴드가 반란을 일으키자 잉글랜드는 가혹하게 진압하였다. 평소 아일랜드인을 "무례하고 야만적"이라 비하하여 왔던 엘리자베스는 한편으로는 관대한 처분을 지시하면서도 3만 명 이상이 굶어죽는 비극이 발생하는 것에 아랑곳 않고 철저한 반란 진압에 만족하였다. 그러나 아일랜드의 반란은 쉽게 수그러 들지 않았다. 1594년부터 1603년까지 휴 오닐이 이끄는 아일랜드 반군은 스페인의 지원 아래 잉글랜드와 전쟁을 계속하였다. 1599년 봄 로버트 데버루가 지휘하는 잉글랜드 군이 아일랜드에 파견되었으나 패배하였고 데버루는 명령에 불복하며 독단적으로 귀국해 버렸다. 이후 잉글랜드 군은 찰스 브론트가 지휘하였으나 전쟁은 3년을 더 지나도록 끝나지 않다가 엘리자베스가 사망한 이후에야 종결되었다. 엘리자베스의 왕위를 승계한 제임스 1세가 스페인과 평화 조약을 맺었기 때문이다.
엘리자베스는 러시아 차르국의 이반 4세와 외교 관계를 수립하고 동맹을 희망하였지만 이반 4세는 엘리자베스에게 청혼을 하는 등 관심을 표하면서도 무역 이외의 사항에 대해서는 거리를 두었다. 이반 4세가 사망한 뒤 왕위에 오른 표도르 1세 역시 엘리자베스의 동맹 요구에 응하지 않았다. 엘리자베스는 바르바리의 이슬람 세력과도 교역을 맺었다. 교황이 이슬람과의 무역 금지를 선언하였으나 엘리자베스는 스페인과 적대관계에 있는 모로코에서 설탕을 수입하면서 갑옷, 탄약, 목재, 금속 등을 판매하였다. 이러한 관계는 스페인에 대항하는 군사 동맹 협의까지 발전하였으나 잉글랜드와 모로코의 군주가 모두 협상 중에 사망하여 진전 없이 종결되었다.
엘리자베스 시기인 1583년 험프리 길버트가 북아메리카에 식민지를 세웠다. 길버트와 이복 형제였던 월터 롤리는 북아메리카의 대서양 연안을 탐험한 뒤 이 지역을 "처녀 여왕"에게 헌정한다는 의미에서 버지니아라고 이름 붙였다. 당시 버지니아는 뉴잉글랜드에서 캐롤라이나에 이르는 광대한 지역으로 오늘날의 버지니아 보다 훨씬 넓은 지역을 가리켰다. 당시 잉글랜드의 첫 아메리카 식민지는 실패하였지만 이후 잉글랜드의 아메리카 식민 시도는 지속적으로 이루어지게 된다.
1600년 12월 31일 엘리자베스는 잉글랜드 동인도 회사를 인가하여 인도의 식민 지배를 시작하였다. 잉글랜드의 동인도 회사는 당시 인도양과 동남아시아를 선점하고 있던 포르투갈, 네덜란드 등과 경쟁하며 세력을 넓혔고 18세기를 지나면서 전세계 무역량의 절반을 차지하는 거대한 기구로 성장하였다.

### 말년

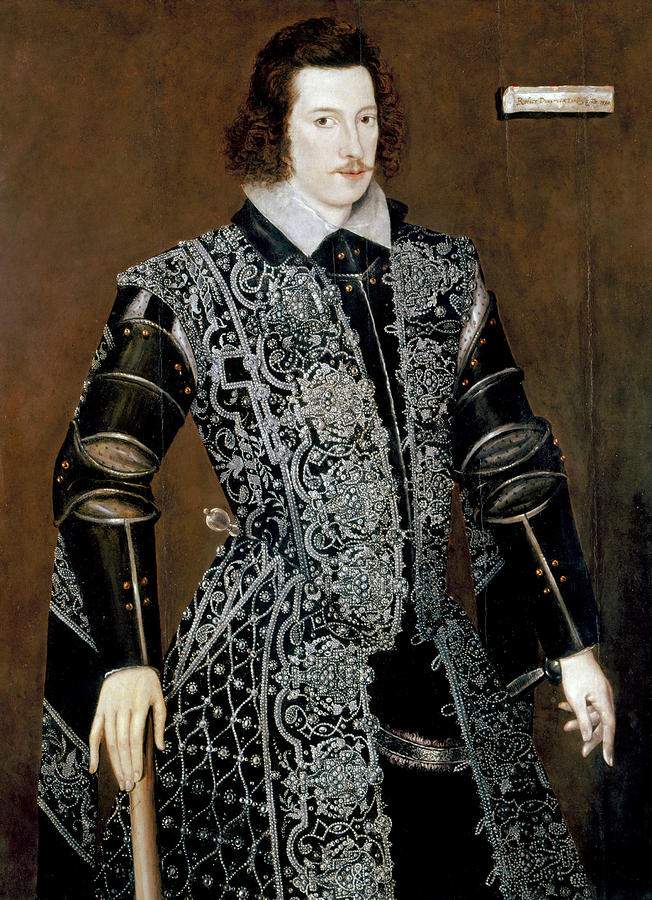
에식스 백작 로버트 데버루는 성급한 성격에 무능하다는 평이었지만 엘리자베스의 신임을 받았다.

스페인의 무적함대를 꺽은 1588년의 영광은 오히려 엘리자베스에게 여러 가지 어려움을 가중시켰다. 스페인과 아일랜드를 상대로 한 전쟁이 장기화 되면서 재정 상태가 악화되었고 이에 따라 점점 늘어나는 세금과 거듭 된 흉작으로 사람들은 생활고를 겪었다. 가톨릭 국가들과의 전쟁으로 잉글랜드 내의 가톨릭 교도 역시 잠재적 위협으로 여겨졌고 의회는 가톨릭 신자에 대한 가택 수색과 심문을 합법화하여 탄압을 강화하였다. 엘리자베스는 자신의 치세가 여전히 평화와 번영의 시대로 불리길 원했으나 이러한 환상은 내부 첩자와 선전 선동에 의지해야만 유지될 수 있었다. 말년에 이르러 엘리자베스에 대한 대중의 지지는 전성기에 비해 확실히 줄어들었다.
1590년대 이후 교체된 추밀원의 인사들이 엘리자베스 통치의 변화 요인으로 지목된다. 이전과는 판이하게 다른 방식의 통치로 종종 "두번째 재위기"라 불리는 이 시기에 추밀원은 오랫동안 자리를 지킨 윌리엄 세실을 제외하면 대부분 사망하여 새로운 인물들로 채워졌다. 새롭게 자리를 차지한 신료들은 엘리자베스의 신뢰를 받던 에식스 백작 로버트 데버루와 윌리엄 세실의 아들 로버트 세실을 중심으로 파벌이 나뉘어 서로 경쟁하였다. 이들 파벌의 정쟁은 국가적 사안에 대한 이견이 아니라 요직을 차지하기 위한 갈등으로 촉발되었기 때문에 국가 운영의 효율성을 떨어뜨렸다. 반면 나이가 들어 노쇠한 여왕의 권위는 점점 빛을 잃어 자신의 주치의가 반역죄의 누명을 쓰고 처형되는 것조차 막지 못할 지경에 이르렀다.
잉글랜드는 당시의 다른 유럽 국가와 달리 의회의 동의 없이 국왕이 독단으로 재정을 확충할 수 없었다. 이 때문에 엘리자베스는 전쟁이 장기화되자 국왕에게 직접 수조권이 있는 전매 면허를 통한 무역에 의존하였고 이는 독점적 지위를 지닌 상인들의 가격 담합을 불러왔다. 1601년 잉글랜드 하원은 결국 가격 담합의 폐단을 없애야 한다고 청원하였고 엘리자베스는 나라의 엄중한 상황을 들어 이들의 감정에 호소하였다.
엘리자베스는 자신의 권위 유지를 위해서라도 여전히 젊고 아름다운 처녀 여왕으로 비춰지고자 하였다. 대중적인 문학에서 여왕을 처녀 요정으로 묘사하는 일을 흐뭇하게 여겼고 실제로는 탈모와 피부 갈변, 치아 변색 등의 노화를 겪었으나 엘리자베스의 초상화 역시 나이에 어울리지 않게 젊은 모습을 유지하였다. 엘리자베스는 사탕과 단음식을 너무 좋아해서 노년에 이르러 많은 치아를 발치해야만 하였다. 그러나 월터 롤리 등의 신료들은 엘리자베스가 "시간의 흐름을 잊은 여인"이라며 여전히 칭송하였다.
엘리자베스는 오랫동안 재위하면서 총명함을 잃지 않던 군주였으나 노년에 들어 새롭게 들어선 추밀원 신료를 대하는 태도에서는 평정심을 잃었다. 새로운 추밀원의 파벌 수장 가운데 하나였던 에식스 백작 로버트에 대한 편애가 대표적 사례로 꼽힌다. 자신이 마음에 두었었던 레스터 백작의 의붓 아들이었던 에식스 백작은 성미가 급하고 무능하다는 평을 듣고 있었고, 실제 전투에서 패한 뒤 허락 없이 후퇴하는 큰 잘못을 저지르기도 하였지만 엘리자베스는 에식스 백작이 아일랜드에서 무단 귀국하였을 때 조차도 가택에 연금시키기만 할 뿐이었다. 그러나 의회는 에식스 백작을 그대로 둘 수 없었고 에식스 백작은 먼저 선수를 쳐서 반란을 일으켰다가 곧바로 체포되어 처형되었다. 엘리자베스는 1601년 2월 25일 에식스 백작을 처형한 뒤에도 "애도의 눈물을 보인다"며 안타까워했다.

## 사망

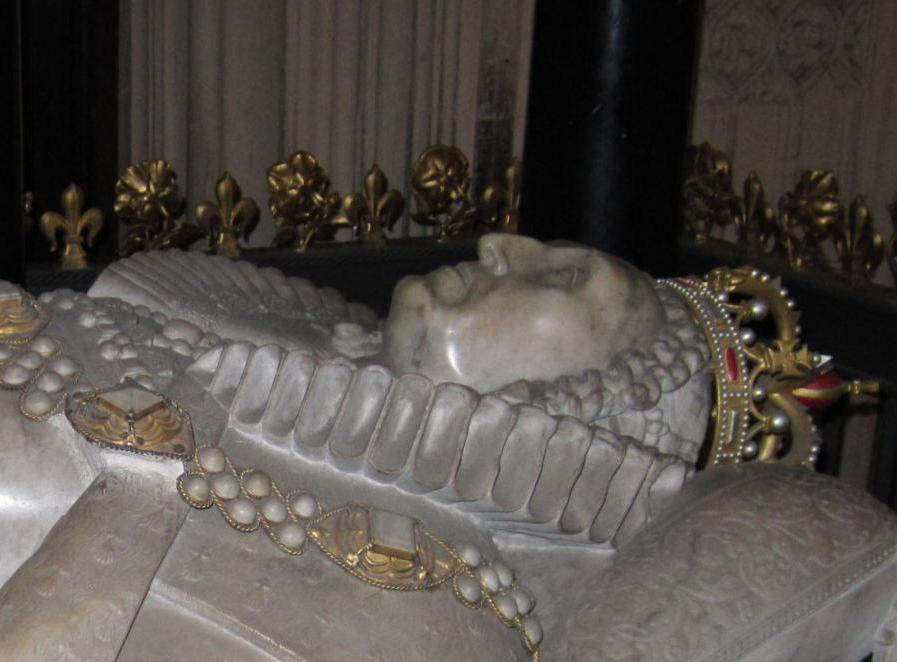
웨스트민스터 사원에 있는 엘리자베스 1세의 석관

엘리자베스는 이미 노쇠하였지만 여전히 후계자를 공식적으로 지명하지 않고 있는 사이, 윌리엄 세실의 뒤를 이은 로버트 세실은 스코틀랜드의 제임스 6세와 비밀리에 후계 문제를 의논하기 시작하였다. 세실은 엘리자베스의 후계 지명을 받기 위해서 제임스에게 겸손을 보일 것을 요구하였고 "쓸데없는 변명이나 호기심을 보이지 말 것"을 당부하였다. 세실의 조언을 받은 제임스는 엘리자베스의 마음에 들게 행동하였고 결국 후계 지명을 받아낼 수 있었다.
1602년 가을까지 양호한 상태를 보이던 엘리자베스의 건강은 1603년 2월 지인의 죽음에 충격을 받은 뒤 급격히 악화되었다. 엘리자베스는 1603년 3월 24일 리치몬드궁에서 사망하였고 로버트 세실은 준비하였던 왕위 계승을 발표하였다. 당시 까지 잉글랜드는 율리우스력을 사용하면서 11세기 이후 3월 25일을 새해 첫날로 기념하였기 때문에 이에 따르면 엘리자베스는 1602년 마지막 날에 사망한 것이 되어 사망과 함께 본인의 이름을 딴 엘리자베스 시대의 막을 내렸다.

## 사후
엘리자베스 1세가 후사 없이 사망하여 튜더가는 대가 끊어졌고 스튜어트가의 제임스 1세가 뒤를 이었다. 잉글랜드 사람들 입장에서는 오랫동안 앙숙이었던 스코틀랜드의 왕가가 잉글랜드를 점령한 것으로 비추어지는 면이 있었고 실제 화약 음모 사건과 같은 음모가 이러한 반감을 보여주었다. 제임스 1세는 즉위 초 높은 지지를 받으며 기대를 모았으나 이후 의회와 갈등하면서 지지를 잃었고 제임스 1세를 비판하는 사람들은 영광스러웠던 엘리자베스 시기와 가톨릭의 동조자인 제임스 시기를 대비하곤 하였다. 제임스 1세 입장에서 보면 가톨릭 세력에 의해 목숨을 잃을 뻔한 자신에게 이러한 비난을 하는 것은 정당하지 못한 것이었을 것이나, 제임스가 왕권신수설을 은연 중에 내비치며 왕권 강화를 시도하자 이에 대비되는 엘리자베스 시기는 왕권과 교회 및 의회가 균형을 이루었던 이상적인 시대로 부풀려졌다.
이후 잉글랜드의 역사에서 엘리자베스는 나폴레옹 전쟁을 맞아 호국의 이미지로 다시 호출되었다. 마치 프랑스가 국난을 맞을 때마다 잔 다르크를 호명하듯이 엘리자베스는 이후로도 잉글랜드의 황금기로서 호출되어 빅토리아 시대에는 제국주의를 정당화 하는 명분으로 사용되었고 20세기에 들어서도 세계 대전을 맞아 침략군으로부터 나라를 지키는 단결력의 상징으로 부각되었다. 이로서 엘리자베스 1세는 거의 무과오의 위인으로 숭배되었지만, 20세기 후반 이후 조금 더 냉정한 평가가 시작되었다. 특히 엘리자베스 1세에 대한 이전 시대의 평가가 스페인의 무적함대를 붕괴시킨 영광에 촛점이 맞추어져 있었던 데 반하여, 최근의 평가는 이후 오랜 기간 이어진 전쟁 중에 보였던 여러 실정들도 함께 평가된다.

## 같이 보기
- 영국의 군주
- 성공회
- 종교개혁

## 참고 문헌
- Adams, Simon (2002), 《Leicester and the Court: Essays in Elizabethan Politics》, Manchester: Manchester University Press, ISBN 978-0-7190-5325-2.
- Black, J. B. (1945), 《The Reign of Elizabeth: 1558–1603》, Oxford: Clarendon, OCLC 5077207 .
- Chamberlin, Frederick (1939), 《Elizabeth and Leycester》, Dodd, Mead & Co..
- Collinson, Patrick (2007), 《Elizabeth I》, Oxford: Oxford University Press, ISBN 978-0-1992-1356-6.
- Collinson, Patrick (2008). 〈Elizabeth I (1533–1603)〉. 《옥스포드 영국 인명 사전》 온라인판. 옥스포드 대학교 출판부. doi:10.1093/ref:odnb/8636. (Subscription 또는 UK 공공도서관 회원 필수.).
- Croft, Pauline (2003), 《King James》, Basingstoke and New York: Palgrave Macmillan, ISBN 978-0-3336-1395-5.
- Davenport, Cyril (1899),  Pollard, Alfred, 편집., 《English Embroidered Bookbindings》, London: Kegan Paul, Trench, Trübner and Co., OCLC 705685.
- Dobson, Michael; Watson, Nicola (2003), 《Elizabeth's Legacy》  in Elizabeth: The Exhibition at the National Maritime Museum (2003).
- Doran, Susan (1996), 《Monarchy and Matrimony: The Courtships of Elizabeth I》, London: Routledge, ISBN 978-0-4151-1969-6.
- ——, 편집. (2003), 《Elizabeth: The Exhibition at the National Maritime Museum》, London: Chatto and Windus, ISBN 978-0-7011-7476-7.
- —— (2003), 《The Queen's Suitors and the Problem of the Succession》 in Elizabeth: The Exhibition at the National Maritime Museum (2003).
- —— (2003), 《Queen Elizabeth I》, London: British Library, ISBN 978-0-7123-4802-7.
- Edwards, Philip (2004), 《The Making of the Modern English State: 1460–1660》, Basingstoke and New York: Palgrave Macmillan, ISBN 978-0-3122-3614-4.
- Flynn, Sian; Spence, David (2003), 《Elizabeth's Adventurers》  in Elizabeth: The Exhibition at the National Maritime Museum (2003).
- Frieda, Leonie (2005), 《Catherine de Medici》, London: Phoenix, ISBN 978-0-7538-2039-1.
- Guy, John (2004), 《My Heart is My Own: The Life of Mary Queen of Scots》, London and New York: Fourth Estate, ISBN 978-1-8411-5752-8.
- Haigh, Christopher (2000), 《Elizabeth I》 2판, Harlow (UK): Longman Pearson, ISBN 978-0-5824-3754-8.
- Hammer, P. E. J. (1999), 《The Polarisation of Elizabethan Politics: The Political Career of Robert Devereux, 2nd Earl of Essex, 1585–1597》, Cambridge University Press, ISBN 978-0-5210-1941-5.
- Haynes, Alan (1987), 《The White Bear: The Elizabethan Earl of Leicester》, Peter Owen, ISBN 978-0-7206-0672-0.
- Hogge, Alice (2005), 《God's Secret Agents: Queen Elizabeth's Forbidden Priests and the Hatching of the Gunpowder Plot》, London: HarperCollins, ISBN 978-0-0071-5637-5.
- Jenkins, Elizabeth (1967), 《Elizabeth the Great》, New York: Capricorn Books, G.P. Putnam's and Sons, ISBN 978-1-8987-9970-2 .
- —— (2002), 《Elizabeth and Leicester》, The Phoenix Press, ISBN 978-1-8421-2560-1 .
- Kantorowicz, Ernst Hartwig (1997). 《The king's two bodies: a study in mediaeval political theology》 2판. Princeton, NJ: Princeton University Press. ISBN 978-0-6910-1704-4..
- Kenyon, John P. (1983), 《The History Men: The Historical Profession in England since the Renaissance》, London: Weidenfeld & Nicolson, ISBN 978-0-2977-8254-4.
- Kupperman, Karen Ordahl (2007), 《The Jamestown Project》, Harvard University Press, ISBN 978-0-6740-2474-8.
- Lacey, Robert (1971), 《Robert Earl of Essex: An Elizabethan Icarus》, London: Weidenfeld & Nicolson, ISBN 978-0-2970-0320-5.
- Loades, David (2003), 《Elizabeth I: The Golden Reign of Gloriana》, London: The National Archives, ISBN 978-1-9033-6543-4.
- McGrath, Patrick (1967), 《Papists and Puritans under Elizabeth I》, London: Blandford Press.
- Neale, J. E. (1954), 《Queen Elizabeth I: A Biography》 reprint판, London: Jonathan Cape, OCLC 220518 .
- Parker, Geoffrey (2000), 《The Grand Strategy of Philip II》, New Haven: Yale University Press, ISBN 978-0-3000-8273-9.
- Rowse, A. L. (1950), 《The England of Elizabeth》, London: Macmillan, OCLC 181656553.
- Skidmore, Chris (2010), 《Death and the Virgin: Elizabeth, Dudley and the Mysterious Fate of Amy Robsart》, London: Weidenfeld & Nicolson, ISBN 978-0-2978-4650-5.
- Somerset, Anne (2003), 《Elizabeth I》, London: Anchor Books, ISBN 978-0-3857-2157-8.
- Starkey, David (2001), 《Elizabeth: Apprenticeship》, London: Vintage, ISBN 978-0-0992-8657-8.
- —— (2003), 《Elizabeth: Woman, Monarch, Mission》 in Elizabeth: The Exhibition at the National Maritime Museum (2003).
- Strong, Roy C.; van Dorsten, J. A. (1964), 《Leicester's Triumph》, Oxford University Press .
- Strong, Roy C. (2003), 《Gloriana: The Portraits of Queen Elizabeth I》, London: Pimlico, ISBN 978-0-7126-0944-9 .
- Weir, Alison (1997), 《The Children of Henry VIII》, London: Random House, ISBN 978-0-3454-0786-3.
- —— (1999), 《Elizabeth the Queen》, London: Pimlico, ISBN 978-0-7126-7312-9.
- Williams, Neville (1964), 《Thomas Howard, Fourth Duke of Norfolk》, London: Barrie & Rockliff.
- —— (1972), 《The Life and Times of Elizabeth I》, London: Weidenfeld & Nicolson, ISBN 978-0-2978-3168-6.
- Willson, David Harris (1963), 《King James VI & I》, London: Jonathan Cape, ISBN 978-0-2246-0572-4 .
- Wilson, Derek (1981), 《Sweet Robin: A Biography of Robert Dudley Earl of Leicester 1533–1588》, London: Hamish Hamilton, ISBN 978-0-2411-0149-0.
- Woodward, Jennifer (1997), 《The Theatre of Death: The Ritual Management of Royal Funerals in Renaissance England, 1570–1625》, Boydell & Brewer, ISBN 978-0-8511-5704-7.

### 추가 자료
- Beem, Charles (2011). 《The Foreign Relations of Elizabeth I》. Palgrave Macmillan. ISBN 978-0-2301-1214-8. OL 25553298M.
- Bridgen, Susan (2001). 《New Worlds, Lost Worlds: The Rule of the Tudors, 1485–1603》. New York: Viking Penguin. ISBN 978-0-6708-9985-2.
- Dunn, Jane. Elizabeth and Mary: Cousins, Rivals, Queens. London: HarperCollins Publishers, 2003; New York: Alfred A. Knopf, 2004; New York: Vintage Books, 2005. ISBN 0-3757-0820-0.
- Hodges, J. P. The Nature of the Lion: Elizabeth I and Our Anglican Heritage (London: Faith Press, 1962).
- Jones, Norman. The Birth of the Elizabethan Age: England in the 1560s (Blackwell, 1993)
- MacCaffrey, Wallace T. (1993). 《Elizabeth I》. E. Arnold. ISBN 0-3405-6167-X. OL 1396177M. political biography summarising his multivolume study:
  - —— (1969). 《The Shaping of the Elizabethan Regime: Elizabethan Politics, 1558–1572》. Princeton University Press. ISBN 0-6910-5168-2. OL 22365254M.
  - —— (1988). 《Queen Elizabeth and the Making of Policy, 1572–1588》. Princeton University Press. ISBN 0-6911-0112-4. OL 22365258M.
  - —— (1994). 《Elizabeth I: War and Politics, 1588–1603》. Princeton University Press. ISBN 0691031886. OL 1553610M.
- McLaren, A. N. (1999). 《Political Culture in the Reign of Elizabeth I: Queen and Commonwealth, 1558–1585》. Cambridge University Press. ISBN 978-0-5210-2483-9. OL 7714150M.
- Palliser, D. M. The Age of Elizabeth: England Under the Later Tudors, 1547–1603 (1983) survey of social and economic history
- Paranque, Estelle. Blood, Fire & Gold: The Story of Elizabeth I & Catherine de Medici. London: Edbury Press, 2022; New York: Hatchette Books. ISBN 978-0-3068-3051-8.
- Pollard, Albert Frederick (1911). 〈Elizabeth of England〉. 《브리태니커 백과사전》 11 11판. 282–283쪽.
- Ridley, Jasper Godwin (1989). 《Elizabeth I: The Shrewdness of Virtue》. Fromm International. ISBN 978-0-8806-4110-4.
- Wernham, R. B. Before the Armada: The Growth of English Foreign Policy, 1485–1588 (1966).
- Whitelock, Anna (2013). 《Elizabeth's Bedfellows: An Intimate History of the Queen's Court》. London: Bloomsbury. ISBN 978-1-4088-0880-1.
- Elizabeth I (2002). 《Elizabeth I: Collected Works》. University of Chicago Press. ISBN 978-0-2265-0465-0.
- Susan M. Felch, ed. Elizabeth I and Her Age (Norton Critical Editions) (2009); primary and secondary sources, with an emphasis on literature
- William Camden. History of the Most Renowned and Victorious Princess Elizabeth. Wallace T. MacCaffrey (ed). Chicago: University of Chicago Press, selected chapters, 1970 edition. OCLC 59210072.
- William Camden. Annales Rerum Gestarum Angliae et Hiberniae Regnante Elizabetha. 보관됨 18 12월 2020 - 웨이백 머신 (1615 and 1625.) Hypertext edition, with English translation. Dana F. Sutton (ed.), 2000. Retrieved 7 December 2007.
- Clapham, John. Elizabeth of England. E. P. Read and Conyers Read (eds). Philadelphia: University of Pennsylvania Press, 1951. OCLC 1350639.
- Carlson, Eric Josef. "Teaching Elizabeth Tudor with Movies: Film, Historical Thinking, and the Classroom," Sixteenth Century Journal, Summer 2007, Vol. 38 Issue 2, pp. 419–440
- Collinson, Patrick. "Elizabeth I and the verdicts of history," Historical Research, Nov 2003, Vol. 76 Issue 194, pp. 469–491
- Dobson, Michael; Watson, Nicola Jane (2002). 《England's Elizabeth: An Afterlife in Fame and Fantasy》. Oxford University Press, US. ISBN 978-0-1981-8377-8.
- Doran, Susan, and Thomas S. Freeman, eds. The Myth of Elizabeth.(2003).
- Epstein, Joel (2022). 〈Elizabeth I: Queen of Music〉. 《Music for the Love of It: Episodes in Amateur Music-Making》. Juwal Publications. ISBN 978-9-6592-7823-7.
- Greaves, Richard L., ed. Elizabeth I, Queen of England (1974), excerpts from historians
- Haigh, Christopher, ed. The Reign of Elizabeth I (1984), essays by scholars
- Howard, Maurice. "Elizabeth I: a sense of place in stone, print and paint", Transactions of the Royal Historical Society, December 2004, Vol. 14, Issue 1, pp. 261–268
- Hulme, Harold (1958). “Elizabeth I and Her Parliaments: The Work of Sir John Neale”. 《Journal of Modern History》 30 (3): 236–240. doi:10.1086/238230. JSTOR 1872838. S2CID 144764596.
- Montrose, Louis. The Subject of Elizabeth: Authority, Gender, and Representation. (2006).
- Rowse, A. L. "Queen Elizabeth and the Historians." History Today (September 1953) 3#9 pp 630–641.
- Watkins, John. Representing Elizabeth in Stuart England: Literature, History, Sovereignty (2002)
- Woolf, D. R. "Two Elizabeths? James I and the Late Queen's Famous Memory," Canadian Journal of History, August 1985, Vol. 20 Issue 2, pp. 167–191